# Hydromedusa tectifera
Hydromedusa tectifera là một loài rùa trong họ Chelidae. Loài này được Cope mô tả khoa học đầu tiên năm 1869.

## Hình ảnh

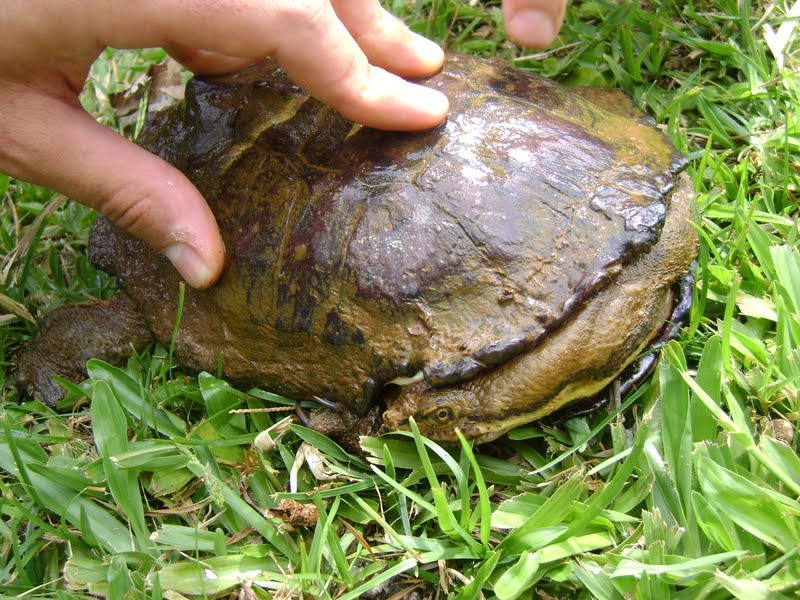
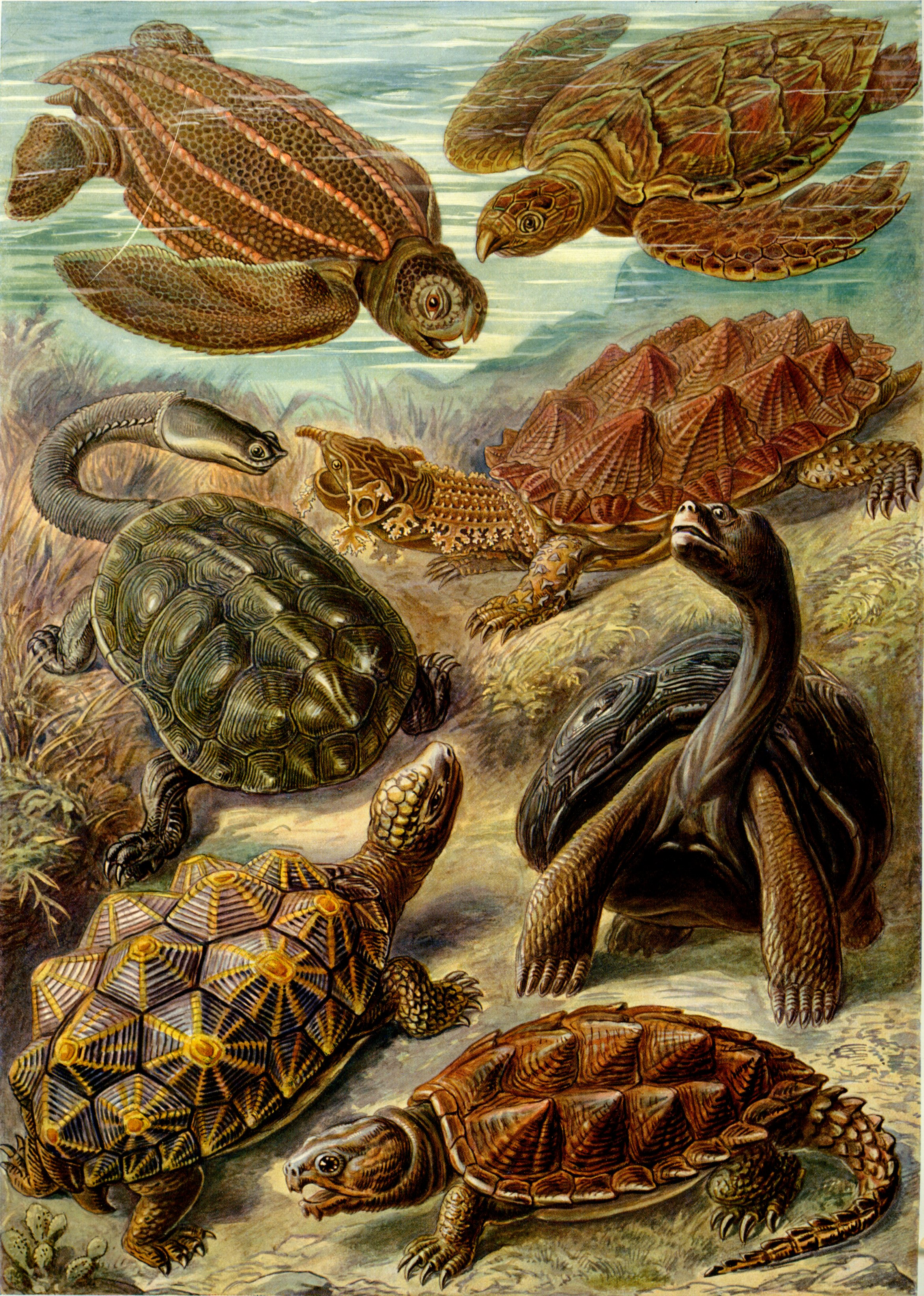
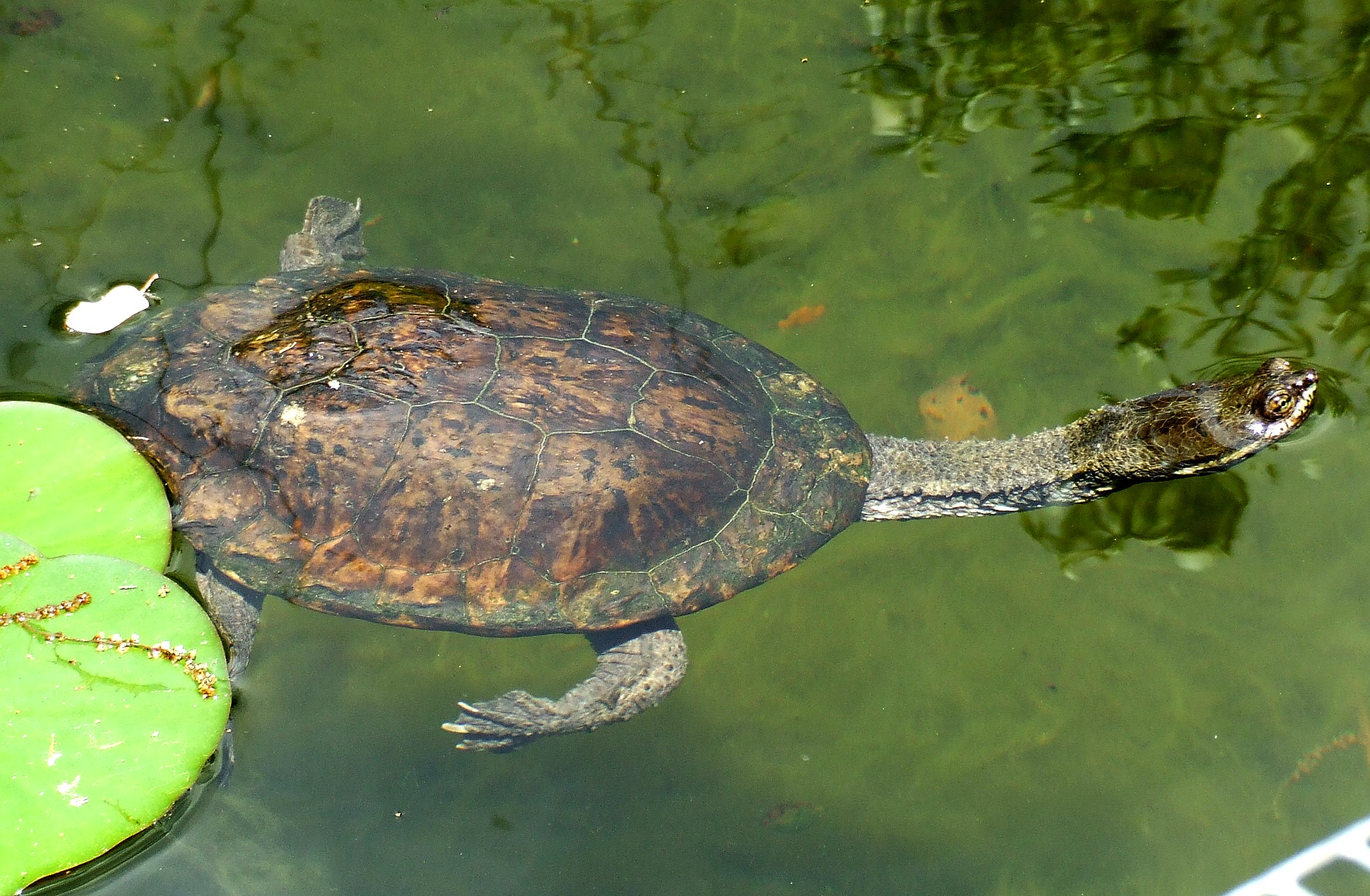
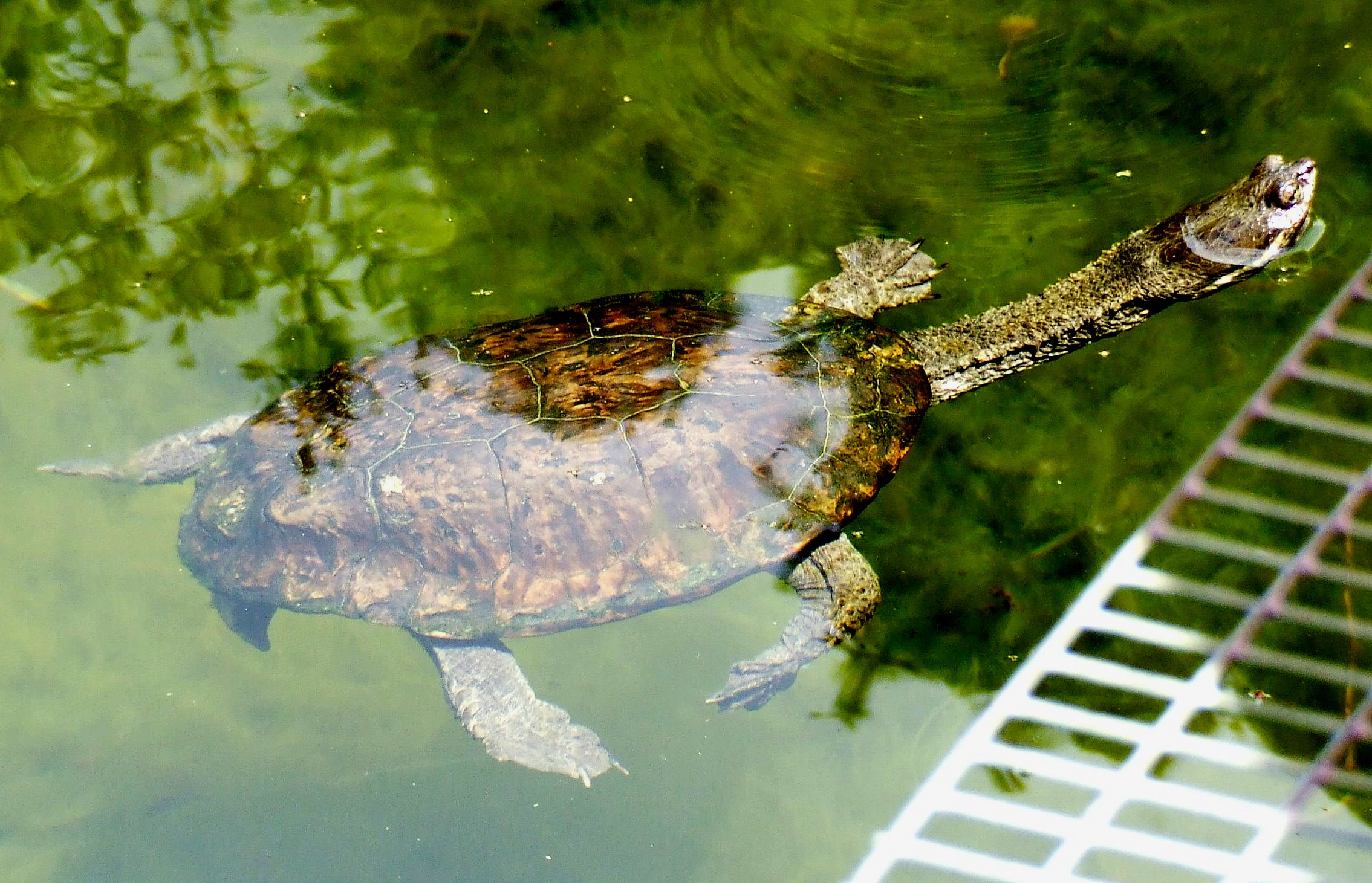